# Schlacht bei Krefeld
Hastenbeck – Krefeld – Sandershausen – Mehr – Lutterberg 1758 – Bergen – Minden – Gohfeld – Fulda – Korbach – Emsdorf – Warburg – Rhadern – Kloster Kampen – Langensalza – Saalfeld – Vellinghausen – Arnsberg – Wilhelmsthal – Lutterberg 1762 – Brücker Mühle

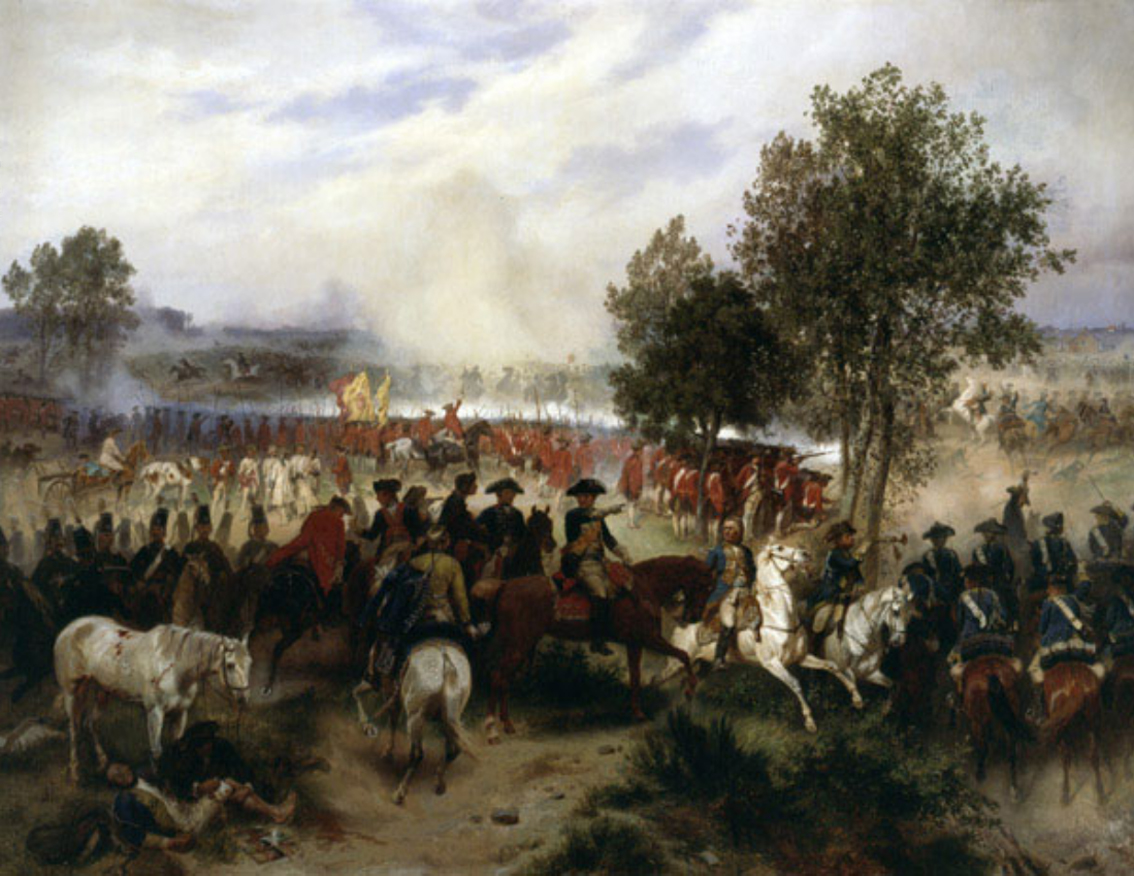
Historiengemälde Schlacht bei Krefeld von Emil Hünten, 1860

Als Schlacht bei Krefeld oder Schlacht an der Hückelsmay wird eine Schlacht des Siebenjährigen Krieges bezeichnet, die am 23. Juni 1758 zwischen alliierten und französischen Truppen stattfand. Sie stellte  einen Höhepunkt des Konfliktes von 1756 bis 1763 im Rheinland dar.

## Schlachtverlauf
Auf dem Felde an der Hückelsmay auf dem Gebiet des heutigen Krefelder Forstwalds im Krefelder Stadtteil Forstwald trafen im Siebenjährigen Krieg am 23. Juni 1758 alliierte Truppen unter dem Kommando des Prinzen Ferdinand von Braunschweig und ein französisches Heer unter der Führung des Grafen von Clermont am südlichen Stadtrand von Krefeld zusammen. Die in Fischeln stationierten Franzosen hatten bereits mit 47.000 Mann vor der Landwehr am Durchlass bei der Hückelsmay Stellung bezogen und rechneten mit einem Angriff Ferdinands von Norden her, welcher mit insgesamt 32.000 Mann zwischen Kempen und Hüls lagerte. Prinz Ferdinand befahl jedoch einen Angriff von Süden her, nachdem die französischen Stellungen über Vorst und Anrath umgangen worden waren. Die Franzosen wurden von der Armee des Prinzen überrascht und nach Osten in die Zange zwischen der Landwehr im Norden und einem Wassergraben im Süden gedrängt und dort aufgerieben. Die französische Reserve konnte nichts mehr ausrichten und musste sich nach heftigen Gefechten mit weiteren berittenen preußischen Truppen, die über die Landwehr von Norden her in das Schlachtgeschehen eingriffen, noch weiter nach Osten zurückziehen. Am späten Abend war die Schlacht entschieden und die Franzosen zogen sich vorerst über Osterath nach Neuss zurück.

## Folgen und Bedeutung der Schlacht
Diese Schlacht bei Krefeld ging in die Geschichte ein. Trotz ihrer großen Übermacht wurden die Franzosen besiegt, der Brigadier Comte de Gisors war gefallen. Einen Monat später verlegte Prinz Ferdinand einen Teil seines Heeres nach Roermond. Einen anderen hatte er bereits Ende Juni zur Belagerung der Festung Düsseldorf geschickt. Deren französische Garnison kapitulierte am 6. Juli 1758, so dass Prinz Ferdinand Düsseldorf einnehmen konnte. Sein Hauptquartier verlegte er in das Schloss Dyck bei Jüchen. Die Armee ging bis nach Grevenbroich vor und darüber hinaus. Sie zog sich erst zurück, als die Franzosen unter ihrem neuen Kommandeur Louis-Georges-Erasme de Contades von Köln wieder heranrückten. 
Prinz Ferdinand überließ die Stadt Krefeld, die nur noch von zwölf Hannoveranern verteidigt wurde, den Franzosen. Ein Gedenkstein an der Hückelsmay erinnert heute noch an die 2.867 Gefallenen, die dort begraben liegen, und die 2.719 verletzten und gefangenen Soldaten beider Parteien.
Zur Erinnerung an die siegreiche Schlacht an der Hückelsmay haben die Krefelder Prinz Ferdinand von Braunschweig eine Straße gewidmet, die Prinz-Ferdinand-Straße.
In einem Raum des Landgasthofes Hückelsmay in Krefeld, unmittelbar neben dem einstigen Schlachtfeld, betreut der Bürgerverein Forstwald ein kleines Museum, in dem auf einer Fläche von ungefähr 10 m² ein Diorama einen Ausschnitt der Schlacht an der Hückelsmay zeigt.
1758 fertigte der niederländische Kartograf Isaak Tirion im Auftrag Friedrich von der Leyens eine Karte mit dem Verlauf der Schlacht an.

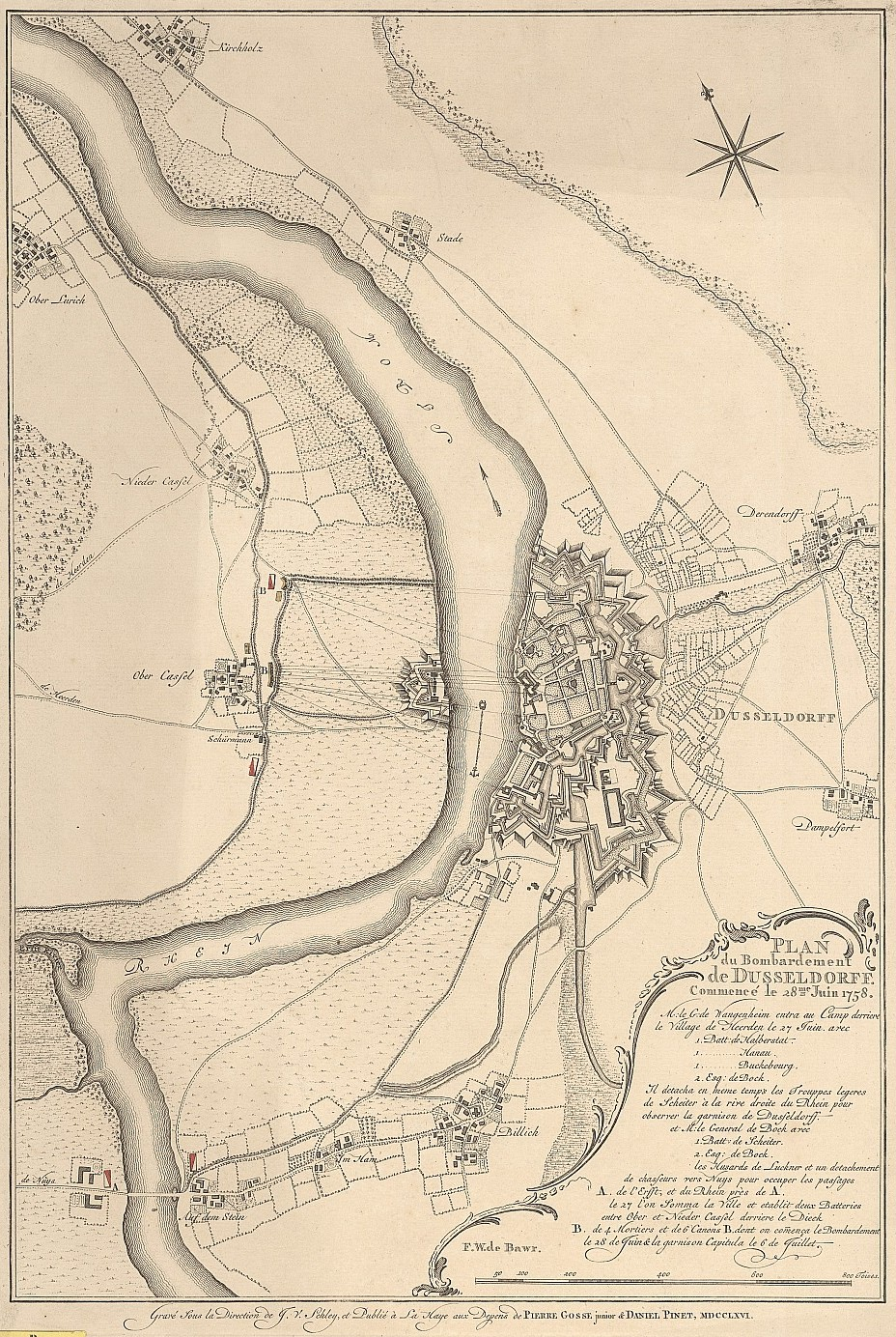
Plan du Bombardement de Dusseldorff. Commencé le 28me Juin 1758. Kupferstich, 1766
Denkmal der Schlacht an der Hückelsmay
Denkmal der Schlacht an der Hückelsmay
Kanone vor dem Gasthof Hückelsmay